# Orectognathus longispinosus
Orectognathus longispinosus är en myrart som beskrevs av Horace Donisthorpe 1941. Orectognathus longispinosus ingår i släktet Orectognathus och familjen myror. Inga underarter finns listade i Catalogue of Life.